# Морские рептилии
Морские рептилии — пресмыкающиеся (рептилии), которые вторично приспособились к водному или полуводному образу жизни в морской среде. Только около 100 из 12 000 существующих видов и подвидов рептилий классифицируются как морские.
Самой ранней известной науке морской рептилией был мезозавр (не путать с мозазавром), который возник в пермский период палеозойской эры. В мезозойскую эру многие группы рептилий приспособились к жизни в морях, включая ихтиозавров, плезиозавров (эти два отряда ранее объединяли в группу эналиозавров, однако подобная классификация в настоящее время устарела с точки зрения кладистики), мозазавров, нотозавров, плакодонтов, морских черепах, талаттозавров и талаттозухий. Большинство групп морских рептилий вымерли в конце мелового периода, но некоторые из них все ещё существовали в кайнозое, например ботремидиды, палеофеидные змеи, несколько хористодер, таких как симоедозавры, крокодиломорфы, дирозавриды. Различные виды морских гавиалоидных крокодилов оставались широко распространенными вплоть до позднего миоцена.
Некоторые морские рептилии, такие как ихтиозавры, плезиозавры, талаттозухии и мозазавры, настолько хорошо приспособились к морскому образу жизни, что были неспособны выходить на сушу и производили потомство в воде. Другие же, например, морские черепахи и крокодилы, возвращаются на берег, чтобы отложить яйца. Некоторые морские рептилии также иногда отдыхают и греются на суше.

## Ныне существующие виды
- Морские черепахи: существует семь сохранившихся видов морских черепах, которые обитают в основном вдоль тропических и субтропических побережий, хотя некоторые из них мигрируют на большие расстояния, вплоть до Скандинавии. Морские черепахи в основном одиноки, хотя некоторые из них образуют крупные, но слабо связанные между собой группы во время сезона гнездования[5][6].
- Морские змеи: насчитывается более 60 различных видов морских змей, что делает их самыми распространёнными морскими рептилиями. Они обитают в тропических и субтропических водах Индийского и Тихого океана, так же по очень редким сообщениям о наблюдениях предполагается, что они могут обитать и в Атлантическом океане. Морские змеи ядовиты, и большая концентрация их яда в организме способна привести к летальному исходу, но, как правило, они нападают только тогда, когда их провоцируют, и зачастую во время укуса вводят очень небольшое количество яда, которое не способно причинить смерть. Морские змеи отличаются от наземных вертикально сплющенным хвостом[5][7].
- Морские игуаны: обитают только на Галапагосских островах и лишь частично приспособлены к морской жизни. Они питаются исключительно морскими растениями и проводят большую часть времени в воде, но гнездятся на суше и нуждаются в солнечных лучах, чтобы достичь комфортной температуры тела[5][8].
- Гребнистые и острорылые крокодилы: ни один из ныне существующих видов крокодилов не является по-настоящему морским, однако гребнистый крокодил демонстрирует высокую адаптацию к обитанию в соленой воде. Обитает в Юго-Восточной Азии и Австралии. Гребнистые крокодилы избавляются от избытка соли в своем теле с помощью специальных солевых желез. Это самый крупный вид крокодилов, они могут достигать шести метров в длину[5][9]. Острорылые крокодилы также предпочитают жить в солёной воде. Обитают в южной части Флориды, а также в Пуэрто-Рико, однако в связи с потеплением климата границы ареала могут распространиться дальше на север[10].

## Вымершие группы
- Мезозавры были, вероятно, самыми первыми полностью водными рептилиями и единственной их палеозойской группой.
- Ихтиозавры имели строение тела схожее с дельфиньим. Жили в мезозойскую эру.
- Завроптеригии — разнообразная группа водных рептилий, приспособленных к передвижению в воде с помощью плавников. В эту группу входили плезиозавры, нотозавры и плакодонты.
- Мозазавры представляли собой группу крупных водных чешуйчатых (родственников современных ящериц и змей), которые к концу мелового периода стали доминирующими морскими хищниками.
- Талаттозавры[англ.] были группой водных или полуводных морских рептилий, принадлежавших к классу диапсид. Одна из подгрупп, талаттозавроиды[англ.], отличалась своими необычными мордами и дробящими зубами.
- Талаттозухии были морскими крокодиломорфами, которые жили в юрский период.

## Рискивымиранияныне существующих видов
Большинство видов морских рептилий в той или иной степени находятся под угрозой исчезновения.
Все виды морских черепах, кроме одного, находятся под угрозой исчезновения из-за разрушения мест гнездования на побережьях и рыболовства;
Многие виды морских змей находятся под угрозой исчезновения из-за коммерческой эксплуатации (продажи шкур) и загрязнения окружающей среды, особенно в Азии;
Морские игуаны находятся под угрозой исчезновения из-за их очень ограниченного ареала;
Лишь морские крокодилы находятся в группе низкого риска вымирания.